# WWF洲際雙打冠軍
WWF洲際雙打冠軍（英語：WWF Intercontinental Tag Team Championship），是隸屬於世界摔角娛樂的前身，也就是當時的世界摔角聯盟的一短期冠軍項目，也因如此，WWF洲際雙打冠軍只有一組冠軍組合。WWF洲際雙打冠軍成立於1991年，退役於1991年。